# 1921年4月22日月食
1921年4月22日月食为一次在协调世界时1921年4月22日出現的月全食。該次月食半影食分為2.107、全影食分為1.073。偏食維持了101分，全食維持21分。

## 概述
這次月食的食分是13.97，偏食維持了101分，全食維持21分。

## 基本參數
- 類型：月全食
- 食甚資料：
  - 日期：1921年4月22日
  - 時間：7:44
  - 月球位置：赤經13.97度、赤緯-11.6度
  - 食分：半影食分：2.107、全影食分：1.073
  - 持續時間：偏食101分、全食21分

## 外部連結
- NASA月食專頁（页面存档备份，存于）（英文）